# Meso z tiblice
Meso 'z tiblice je slano jelo međimurske kuhinje, sastavnog dijela nacionalne hrvatske kuhinje. To visokokalorično jelo originalne tradicionalne recepture priprema se iz kvalitetnih dijelova svježeg svinjskog mesa, u pravilu buta ili karea, koji se nakon obrade pohranjuju u tiblicu (lodricu), veću posudu osobita oblika (krnjeg stošca), izrađenu od drva (u praksi često puta iz metala prevučenog emajlom), u kojoj se meso konzervira u, prethodno priređenoj, ohlađenoj slanoj kosanoj masti (takozvanim "slanínama").

## Priprema
Komadi mesa predviđeni za tiblicu obrađuju se najprije trljanjem sa smjesom soli i češnjaka, a zatim se ostavljaju nekoliko tjedana da odstoje na hladnom mjestu u vlastitom slanom soku, odnosno rasolu („pacu“, salamuri). Dugo vrijeme stajanja u rasolu je osobito važno, kako bi sol dubinski prodrla u meso i dobro ga konzervirala za dugotrajnu (višemjesečnu) pohranu u tiblici. Nakon toga meso se toplinski obrađuje, i to dimljenjem, kuhanjem i pečenjem (na tepsiji u pećnici). Ohlađene komade potom se stavlja u tiblicu, i to postupno, slojevito, komad po komad, zajedno sa svinjskom kosanom masti („slanínama“), kojom se popunjava praznina među komadima mesa, kako ne bi između njih ostao zrak.
Kosana mast se priprema iz slanine (tzv.“špeka“), odnosno svinjskog potkožnog sala, koje se narezano na veće kocke kuha u vodi na visokoj temperaturi u velikoj rajngli, zatim reže na rezance, a onda melje u stroju za mljevenje mesa. Kosanoj masti se dodaju sol, papar i “lorbek“ (lovor). Tako spravljene „slaníne“ prebacuju se zajedno s priređenim mesom u tiblicu.
Osim buta ili karea, ponekad se u tiblicu stavljaju i prethodno pripremljeni drugi dijelovi svinjskog mesa (npr. plećka, vratina i drugo), kao i drugi specijaliteti, na primjer dimljeni svinjski jezici ili sušene kobasice.

## Posluživanje
Meso mora u tiblici odležati neko vrijeme (najmanje nekoliko tjedana) radi dozrijevanja, i to na hladnom i tamnom mjestu, a zatim se može vaditi prema potrebi.
Poslužuje se kao predjelo glavnom jelu ili kao zasebna hladna zakuska, uz kosanu mast, sir turoš, svježi sir s vrhnjem, mladi luk, odnosno neki drugi tradicionalni specijalitet. 

## Galerija
- Meso i "slaníne" z tiblice
- Tiblica napunjena mesom i "slanínama"
- Meso z tiblice posluženo na pladnju
- Jedan međimurski gastronomski "aranžman" s mesom iz tiblice
- Etiketa na tiblici u trgovini

## Vanjske poveznice
- Meso z tiblice – autohtoni proizvod iz Međimurske županije
- Meso z tiblice – gurmanski specijalitet  Arhivirana inačica izvorne stranice od 15. prosinca 2010. (Wayback Machine)
- Recept za pripremu
- Tradicionalno jelo s turističkim značajem[neaktivna poveznica]